# プエラリン
プエラリン（puerarin）は、イソフラボンの一種である。プエラリンは多くのクズ属植物、特にクズの根に含まれている。
プエラリンはダイゼインの8-C-グルコシドである。
プエラリンは5-HT2C受容体およびベンゾジアゼピン部位のアンタゴニストである可能性がある（100μMで弱く阻害する）。

## プエラリンを含む植物の一覧
- クズ Pueraria lobata [3][4]
- ネッタイクズ Pueraria phaseoloides [5][6]